# Березенка (приток Тёсовы)
Березенка, Березница — река в России, протекает в Ленинградской области. Устье реки находится в 16 км по левому берегу реки Тёсовы. Длина реки — 10 км, площадь водосборного бассейна — 109 км².

## Данные водного реестра
По данным государственного водного реестра России относится к Балтийскому бассейновому округу, водохозяйственный участок реки — Луга. Относится к речному бассейну реки Нарва (российская часть бассейна).
Код объекта в государственном водном реестре — 01030000512102000025989.